# I tre tempi del destino
I tre tempi del destino (Destiny Times Three) è un romanzo di fantascienza del 1945 scritto da Fritz Leiber.
Il romanzo è stato finalista al premio Retro Hugo edizione 1946 (assegnato nel 1996).

## Trama
Il presupposto del romanzo è l'esistenza di un dispositivo, la "macchina delle probabilità" in grado di creare universi alternativi in cui qualcosa differisce da quello attuale. Grazie ad altri dispositivi, chiamati talismani, è possibile spostarsi da un universo all'altro.
La storia inizia alla vigilia di un attacco a scopo di invasione contro uno di questi universi da parte di un governo dittatoriale di un altro.
Il titolo fa riferimento al fatto che la storia si svolge in tre di questi universi.

## Edizioni
- Galassia n. 65 (1966)
- Urania Classici n. 186
- I massimi della fantascienza n. 15 (1987)